# Gnamptodon malabaricus
Gnamptodon malabaricus är en stekelart som först beskrevs av T.C. Narendran och Rema 1996.  Gnamptodon malabaricus ingår i släktet Gnamptodon och familjen bracksteklar. Inga underarter finns listade i Catalogue of Life.